# Jiří Janeček
Jiří Janeček (ur. 24 kwietnia 1956 w Jindřichowym Hradcu) – czeski dziennikarz,  były prezenter telewizyjny, od 19 lipca 2003 roku prezes Telewizji Czeskiej.